# Howard Scott Gentry
Howard Scott Gentry (1903 — 1993) foi um botânico norte-americano especialista no gênero agaves.

## Publicações
- Río Mayo Plants of Sonora-Chihuahua (1942).
- The Agave Family of Sonora (1972).
- The Agaves of Baja California (1978)
- Agaves of Continental North America (1982)